# Chris Stevens
Christopher "Chris" Danforth Stevens fikcionalni je lik iz televizijske serije Život na sjeveru. Glumio ga je John Corbett.

## Fikcionalna biografija
Christopher Danforth Stevens rođen je u Wheelingu u Zapadnoj Virginiji, u obitelji trgovačkog putnika. U epizodi "Aurora Borealis" (zadnjoj u prvoj sezoni) otkriva se da je Chris rođen 3. srpnja 1963. Njegov otac provodio je pola svoga vremena s Chrisom i njegovom majkom, a pola sa svojom drugom obitelji u Oregonu. Chris i njegov polubrat Bernard Stevens, rođen istog dana, nisu znali ništa jedan o drugom sve dok se nisu upoznali na svoj trideseti rođendan.
Bez čvrste očinske figure, Chris je odrastao u kriminalca. Kao odrastao je eksperimentirao s nekoliko vrsta droga, a bio je i zatvoren zbog krađe auta. Dosta toga je naučio od drugih zatvorenika; kad je 1986. pušten na uvjetnu slobodu, bio je široko obrazovan o raznim područjima. Potražio je sreću na Aljaski i postao DJ na radijskoj postaji Mauricea Minnifielda KBHR ("K-Bear") u Cicelyju. Živi jednostavno u svojoj prikolici pokraj jezera gdje čita autore kao što je Thoreau i izrađuje skulpture.
Zbog kršenja uvjetne kazne u Zapadnoj Virginiji prijetio mu je povratak u zatvor. Mještani su pokušali uvjeriti federalnu sutkinju da sasluša njegov slučaj, odnosno da je tijekom boravka na Aljaski postao drugačija osoba koja ne zaslužuje vratiti se u zatvor. Sutkinja nije bila uvjerena ovim argumentom: međutim, presudila je da će ga država Zapadna Virginia sama uhititi ako ga bude tražila.
Chrisovi preci bili su kratkog vijeka: njegov otac i stric Roy Bower umrli su s 42 i 43 godine. Chris je dugo očekivao da će i on umrijeti kad mu bude oko 40, kad ga sustignu mnoge avanture za jednu noć i uzimanja droga. Nakon što se otkrije da ima urođeni visoki tlak te da uz lijekove može živjeti mnogo duže, nakratko pada u depresiju.

## Funkcija u scenariju
Chris je vjerojatno najpoetičnija duša u Cicelyju jer često u svojoj radijskoj emisiji čita i interpretira djela autora kao što su Walt Whitman, Carl Jung i Maurice Sendak. Studiranje filozofije pružilo mu je uglavnom mirno držanje, ali i on ima svoje granice.
Njegov šef, Maurice Minnifield pokušao ga je posvojiti kad mu je proradila njegova opsesija za kontrolom. Nakon jednog posebno frustrirajućeg poslijepodneva, Chris je rekao svojem šefu da se nosi i izletio na piće.
Chris je usto jedini svećenik u Cicelyju, zaređen u Crkvi Univerzalnog Života nakon što se javio na oglas u Rolling Stoneu; kao takav jednom je ispovjedio Shelly Tambo, razveo je od prvog muža i vjenčao je s Hollingom Vincoeurom, a vjenčao je i Adama i Eve.  
Chris je samouki fizičar, o čemu voli razgovarati. U epizodi "The Graduate," Chris završava studij engleske književnosti obranom magistarske teze.

## Vanjske poveznice
- Chris Stevens u internetskoj bazi filmova IMDb-u